# Bisaltes flaviceps
Bisaltes flaviceps är en skalbaggsart som beskrevs av Stefan von Breuning 1940. Bisaltes flaviceps ingår i släktet Bisaltes och familjen långhorningar. Inga underarter finns listade.